# Las Tablas, Polila y Añina

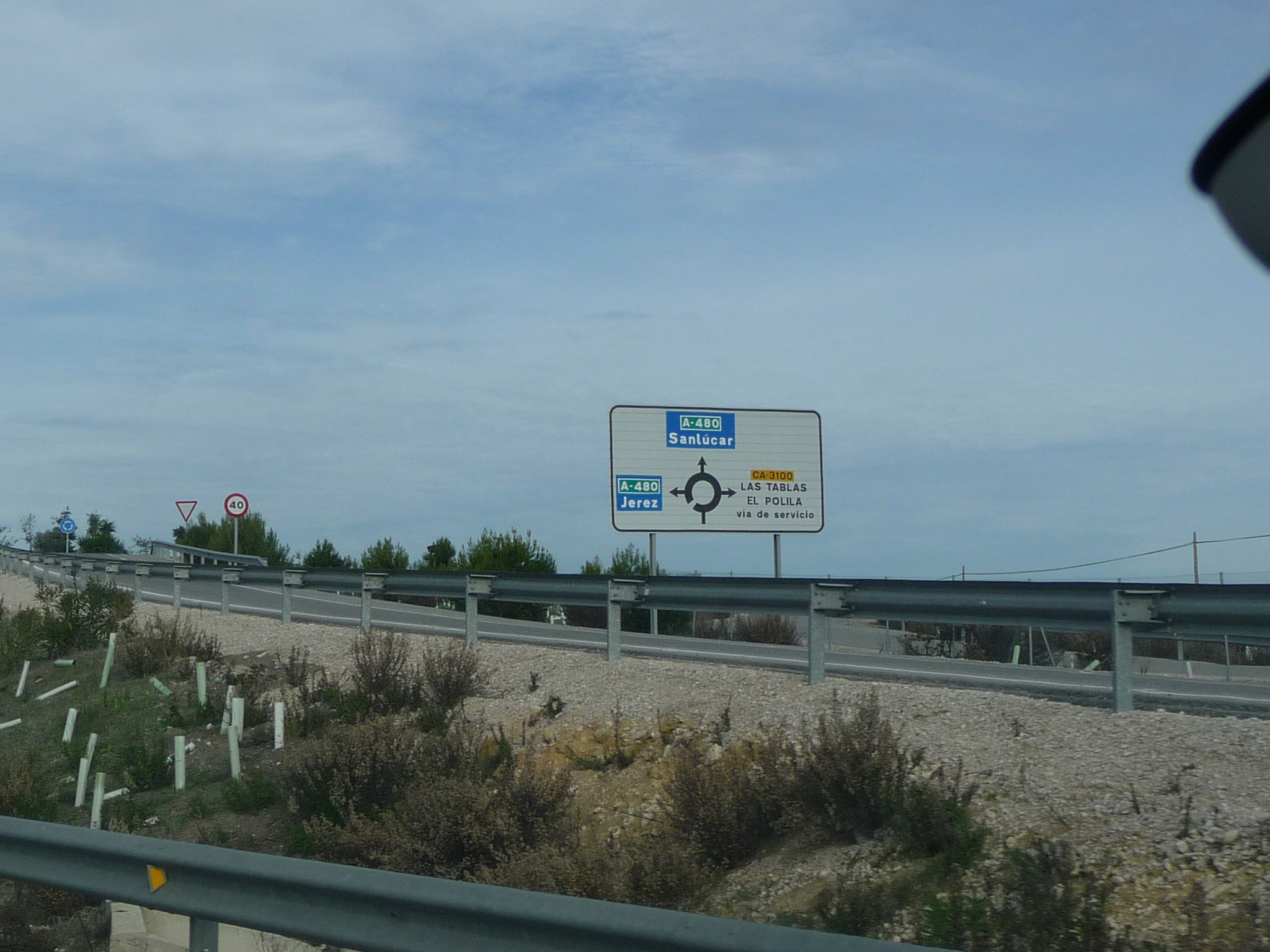
Salida de carretera para el núcleo

Las Tablas, Polila y Añina es el nombre colectivo de tres asentamientos rurales que forman un solo núcleo de población perteneciente al municipio español de Jerez de la Frontera. Se encuentra a 6 km al oeste de Jerez, en la autovía A-480, y cuenta con 320 habitantes.

## Historia

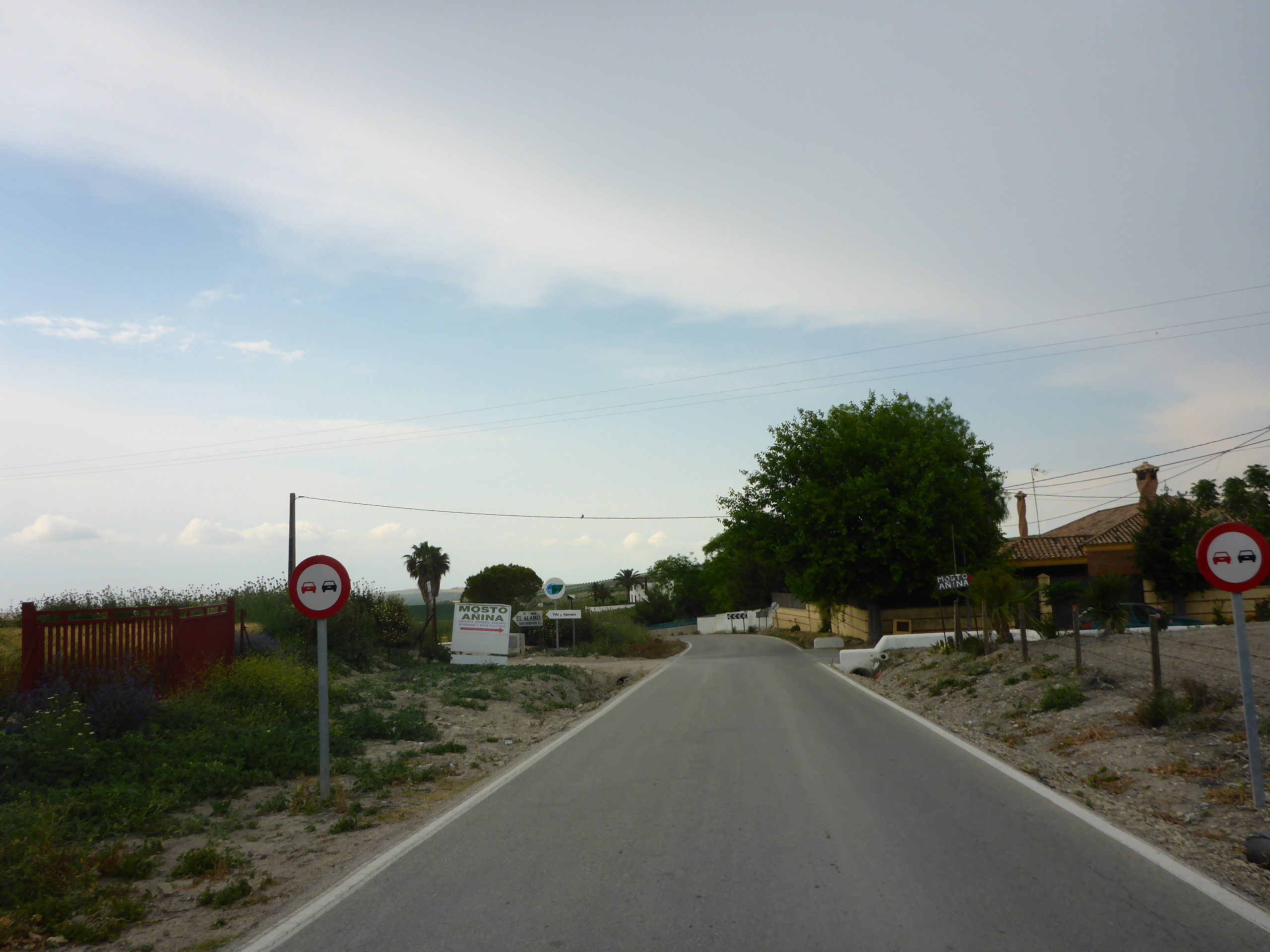
Añina

Aunque se han encontrado restos romanos, los asentamientos que forman parte de este núcleo datan aproximadamente de 1925. Durante la dictadura de Primo de Rivera se asentaron en la zona familias de jornaleros del Marco de Jerez provenientes de Sanlúcar de Barrameda y Trebujena que trabajaban en los viñedos o pagos de viña cercanos. Las Tablas llegó a contar con un apeadero de ferrocarril perteneciente a la línea Jerez-Bonanza, hoy desaparecida.

## Actualidad
Todavía hoy, la mayoría de la población se dedica a la viticultura, habiéndose transformado las chozas de jornaleros originarias en viviendas convencionales. Cuenta con instalaciones bodegueras y viñedos, en las que destaca la uva Pedro Ximénez.

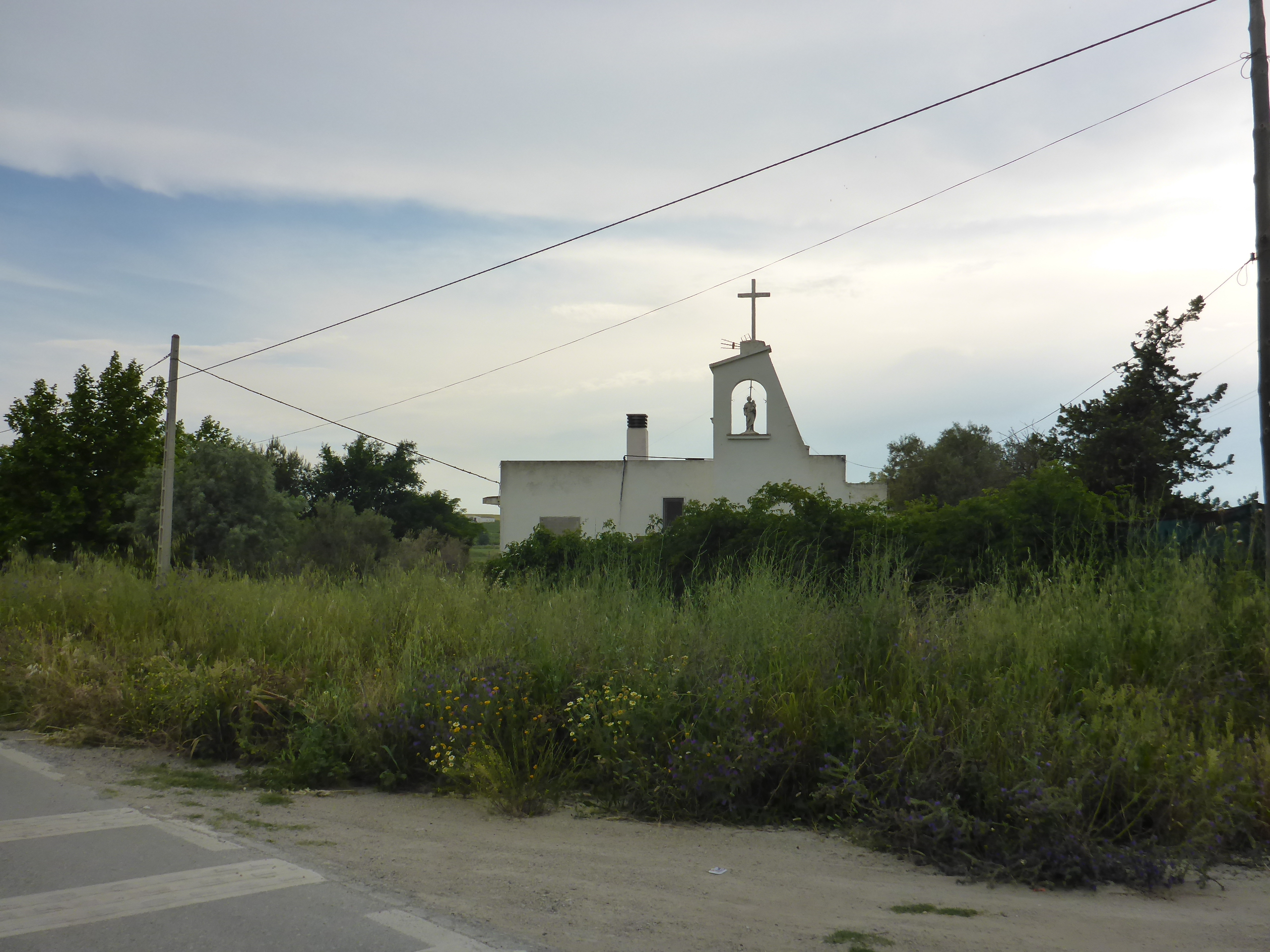
Las Tablas

El núcleo está dotado de colegio público y de varias dotaciones municipales. 
En cuanto a la gastronomía, el ajo de viña, el mosto de Añina (principal atractivo de su Fiesta del Mosto) y de Las Tablas, la espoleá con cocorrones y los buñuelos de Semana Santa son lo más característico de Las Tablas, Polila y Añina.

## Evolución demográfica
En los últimos años la evolución demográfica de las tres barriadas rurales ha sufrido un continuo descenso poblacional. La progresión poblacional de Las Tablas, Añina y Polila contrasta de manera notable con la evolución en conjunto del término municipal, en el periodo comprendido entre 2000 y 2006, Las Tablas, Aniña y Polila perdieron un 24,06% de su población mientras que el conjunto del término poblacional experimentó un incremento del 8,64%.

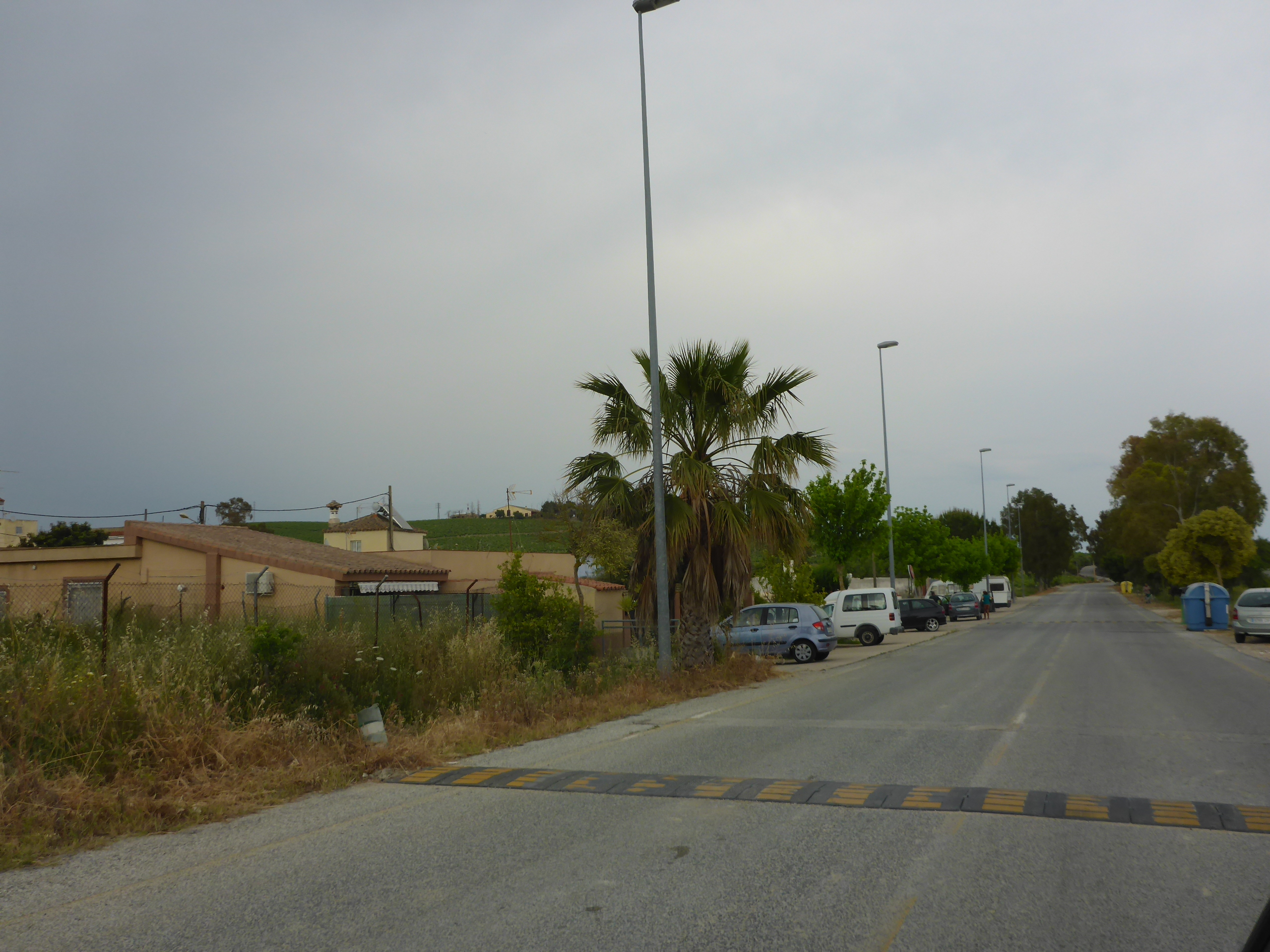
Polila

Esta evolución puede explicarse con el abandono de la población más joven del medio rural para establecerse en núcleos urbanos mayores, ya sea en Jerez o en otras ciudades próximas. Este comportamiento es similar al del resto de barriadas rurales del municipio, que sufren un constante goteo de población, no así las pedanías que han sufrido comportamientos diferentes en cada caso, dependiendo de su tamaño y cercanía a Jerez.
El siguiente cuadro representa la evolución referida:
| Núcleo poblacional | 1991 | 1996 | 1998 | 1999 | 2000 | 2001 | 2002 | 2003 | 2004 | 2005 | 2006 |
| ------------------ | ---- | ---- | ---- | ---- | ---- | ---- | ---- | ---- | ---- | ---- | ---- |
| Las Tablas         | 281  | 243  | 240  | 237  | 241  | 223  | 229  | 225  | 214  | 206  | 190  |
| Añina-Polila       | 218  | 181  | 165  | 164  | 156  | 150  | 148  | 145  | 132  | 131  | 130  |
| Total              | 499  | 424  | 405  | 401  | 397  | 373  | 377  | 370  | 346  | 337  | 320  |